# Długochorzele
Długochorzele (niem. Dlugochorellen, 1897–1945: Langsee) – wieś w Polsce położona w województwie warmińsko-mazurskim, w powiecie ełckim, w gminie Prostki.
W latach 1975–1998 miejscowość administracyjnie należała do województwa suwalskiego.